# نحوي
النحوي (الجمع: نحاة، ونحويون) هو عالم اللغة العربية والنحوِ العربي، وهو علم يبحث في أصول اللغة وأساليبها وتراكيبها. وقد نشأَ النحو علماً يدرس بعد أن جمع أبو الأسود الدؤلي القرآن وشكله، إذ كان أول من رأى ضرورة لتثبيت وتحديد قواعد اللغة العربية لئلا تضيع، وأيقن عندما رأى بعض القراء يخطئون أحياناً في قراءة القرآن فينصبون المرفوع، أو يجرون المنصوب، وغير ذلك.

## في الجاهلية
في عصر الجاهلية كانت هناك العديد من المناظرات والمسابقات في اللغة العربية، حيث كان العرب شديدي الاهتمام بلغتهم وقواعدها، ولكن كان جم ذلك الاهتمام منصباً على الشعر والنثر، وبالتالي على الكلمات والقوافي أكثر من الإعرابات والأبنية، وإن برعوا في الجانبين. وكان سوق عكاظ من أشهر مواسم المنافسات اللغوية بين أولئك الشعراء والأدباء، وظلت اللغة العربية قوية وسليمة بسبب تلك المنافسات المستمرة، وكان من أشهر الشعراء وقتها أصحاب المعلقات السبع، مثل عنترة بن شداد وعمرو بن كلثوم، ومن النثار قس بن ساعدة الإيادي، والذي أثنى عليه النبي محمد ﷺ بعد ذلك.

## في العصر الإسلامي
أثر ظهور الإسلام تأثيرا كبيرًا على اللغة العربية، حيث حافظ عليها من الضياع والتغير وجود القرآن الكريم الذي تضمنت عملية جمعه والحفاظ عليه جمع وتأسيس قواعد اللغة العربية.

### فجر الإسلام
عندما ظهر الإسلام، كانت اللغة العربية عاملًا أساسيا في انتشاره، حيث كانت معجزة القرآن الكريم هي لغته القوية السليمة، والتي لم يتمكن أي من كبار الشعراء أوالنثار مضاهاتها أو حتى مجاراتها، مما جعل العديد من الناس يؤمنون بأنها منزلة من عند الله سبحانه وتعالى خاصة وأن حاملها محمدًا-صلى الله عليه وسلم- كان أميًا لا يقرأ ولا يكتب، مما أبطل تهمة أن يكون قد ألف مثل ذلك الكلام بنفسه.

### بعد الفتح وعام الوفود
لدى انتشار الإسلام في الأقطار المحيطة والدول المجاورة وحلول عام الوفود، جاء العديد من المسلمين الجدد من العجم وغير العرب، وممن لا يتحدثون العربية كلغة أم، بالإضافة إلى تعدد اللهجات واللكنات بين الأقطار المختلفة المحيطة بشبه الجزيرة العربية، فكان هناك المصريون والفرس والروم والبربر، والأحباش، مما أضعف اللغة العربية بشدة، وانتشرت الأخطاء اللغوية وانتقلت من غير العرب إلى العرب. وكان ذلك هو السبب الرئيسي الذي شجع أبا الأسود الدؤلي على تأسيس علم النحو، وإنشاء مدارسه.

## مدارس النحو
عندما نشأت مدارس النحو، كانت تتمركز في مدن معينة يقطن فيها أساتذة ذلك العلم، وكان يلقب ب'شيخ النحاة، فكان هناك نحاة البصرة، ونحاة الكوفة. وأخرجت تلك المدارس العديد من علماء النحو النابغين مثل الأخفش الأكبر، ويونس بن حبيب، وأبو زيد الأنصاري. أما شيخ نحاة الكوفة فكان الكسائي، بينما كان الخليل بن أحمد الفراهيدي هو إمام نحاة البصرة، وتبعه سيبويه الذي كان تلميذًا للخليل، ثم معلمًا لتلاميذه من بعده، وكانت المنافسة بين نحاة الكوفة والبصرة شديدة، حتى أن سيبويه ذهب إلى بغداد لمناظرة الكسائي في بلاط الخليفة هارون الرشيد، وظلا يتباريان في النحو لعدة ساعات حتى طرح الكسائي مسألة، ظل فيها كل منهما على موقفه، فاستشاروا جماعة من الأعراب يشهدون المناظرة، فحكموا للكسائي ففاز، وإن كان علماء النحو الآن يقولون أن رأي سيبويه كان هو الصحيح. ولقد ذكر الذهبي سير العديد من النحاة في كتابه سير أعلام النبلاء.

## نحويون
نحوي نسبة إلى النحو (وتجمع على نحاة) أي «عالم بقواعد اللغة العربية». كقول «نحاة الكوفة والبصرة» فهذا يعني علماء اللغة العربية الذين هم من الكوفة والبصرة.

### من النحاة
- ابن خروف
- ابن مالك
- الحرالي
- سيبويه
- ابن منظور
- ابن سيده
- الخليل بن أحمد
- الفيروز آبادي
- الجوهري
- ابن جني
- ابن فارس
- المبرد
- أبو إسحاق الزجاج
- أبو علي الفارسي

## قراءات خارجية
- سيبويه.. إمام النحاة - جريدة الرؤية
- النحاة لم يفسدوا اللغة - مجلة الجزيرة الثقافية
- تلحين النحويين للقرّاء - أ. د: ياسين جاسم المحيمد، كلية اللغة العربية – جامعة الإمام محمد بن سعود الإسلامية